# Lincoln (condado de Vilas, Wisconsin)
Lincoln es un "pueblo" (subdivisión administrativa equivalente a un municipio) ubicado en el condado de Vilas, Wisconsin, Estados Unidos. Según el censo de 2020, tiene una población de 2659 habitantes.
El término town (en español, literalmente, pueblo) se usa en el estado de Wisconsin de la misma manera que el término township se usa en muchos otros estados. Los towns son subdivisiones de los condados que gobiernan todas las partes del estado que no están incluidas dentro de los límites de ciudades y villas. 

## Geografía
Está ubicado en las coordenadas 45°54′26″N 89°14′47″O / 45.90722, -89.24639 (45.90723, -89.246501). Según la Oficina del Censo de los Estados Unidos, tiene una superficie total de 94.3 km², de la cual 81.5 km² corresponden a tierra firme y 12.8 km² es agua.

## Demografía
Según el censo de 2020, hay 2659 personas residiendo en la zona. La densidad de población es de 32.6 hab./km². El 95.22% son blancos, el 0.19% son afroamericanos, el 0.56% son amerindios, el 0.04% es asiático, el 0.34% son de otras razas y el 3.65% son de una mezcla de razas. Del total de la población, el 1.88% son hispanos o latinos de cualquier raza.